# Porzana cinerea
Porzana cinerea é uma espécie de ave da família Rallidae.
Pode ser encontrada nos seguintes países: Austrália, Brunei, Camboja, Fiji, Hong Kong, Indonésia, Japão, Malásia, Micronésia, Nova Caledónia, Palau, Papua-Nova Guiné, Filipinas, Samoa, Singapura, Ilhas Salomão, Tailândia e Vanuatu.
Os seus habitats naturais são florestas de mangal tropicais ou subtropicais.